# Thermoplasma acidophilum
Thermoplasma acidophilum es una especie de arquea, la especie tipo de su género. Th. acidophilum fue aislado de una pila de residuos de carbón autocalentado, a un pH de 2 y a 59 °C.
Tiene muchos flagelos y crece a una temperatura óptima de 56 °C y pH de 1.8. Sus células tienen aproximadamente 1 μm de diámetro. T. acidophilum carece pared celular y su membrana plasmática está expuesta directamente a su entorno, además posee diferentes formas celulares, que dependen de su etapa de crecimiento y factores ambientales.
El genoma completo de Th. acidophilum ha sido secuenciado. Tiene solamente 1565 kb de tamaño.

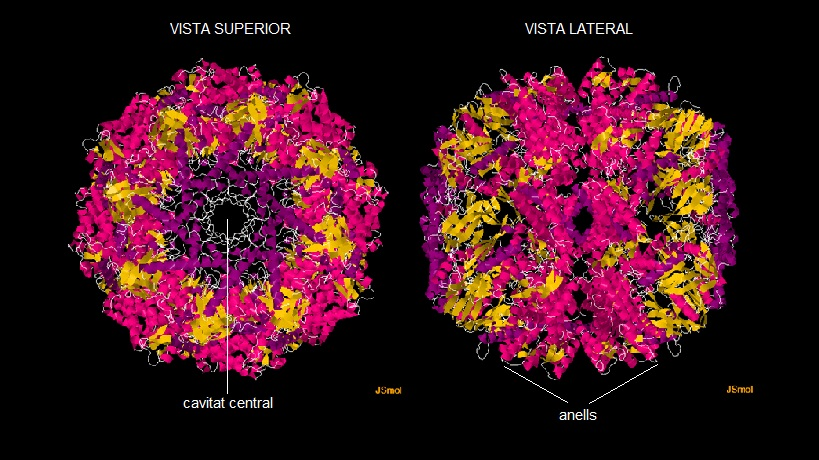
Termosoma de Th. acidophilum.